# 多願
南多願（： Nam Da Won，1997年5月27日—），韓國女藝人。STARSHIP娛樂旗下女子組合宇宙少女及小分隊Natural組成員，在隊內擔任主唱。2023年终止与STARSHIP娛樂的合约，但未退出组合。

## 經歷

### 出道前
- 2015年12月22日，多願、EXY、程瀟、恩熙、多榮、苞娜、雪娥、美岐、演唱《All I Want For Christmas is You》。
- 2015年12月31日，STARSHIP娛樂公開最後一組「NATURAL」組三位成員—Luda、多願、美岐的宣傳照與基本資料[1]。

### 2016年：以宇宙少女出道
- 2月25日，以宇宙少女身份出道。

### 2019年
- 12月12日，因被診斷出患有焦慮症，因此暫停在宇宙少女的活動，宇宙少女暫時以9人形式繼續餘下的宣傳活動。

### 2020年
- 6月9日，宇宙少女推出第八張迷你專輯《Neverland》，恢复參與回歸活動，宇宙少女以10人形式進行活動。

### 2023年：合約到期不續約
2023年3月3日，多願與所屬的經紀公司STARSHIP娛樂合約到期不續約。但是，多願和其他成員一直也有表示，宇宙少女永遠也是十個人的。

## 音樂作品

### OST
| 年份   | 發布日期 | 歌曲名稱            | 影視名稱                 | 合作藝人 | 備註 |
| 2016年 | 6月9日   | 《Shalala Romance》 | MBC《好運羅曼史》        |          |      |
| 2016年 | 11月8日  | 《一點一點漸漸地》  | KBS《住在我家的男人》    | 鄭基高   |      |
| 2016年 |          | 《Fire & Ice》      | tvN《冰雪女王3：冰與火》 | 璉靜     |      |
| 2017年 | 11月5日  | 《Go Ready Go》     | tvN《卞赫的愛情》        |          |      |

### 創作作品
(KOMCA登記編號：10020483 （页面存档备份，存于））
| 日期           | 歌曲                | 填詞 | 作曲 | 專輯                     | 備註               |
| 2019年1月8日   | 우주정거장（UJUNG） |      |      | 迷你六輯《WJ Stay?》     |                    |
| 2019年11月19日 | Fullmoon            |      |      | 迷你七輯《As You Wish》  |                    |
| 2022年7月5日   | Stronger            |      |      | 特別單曲專輯《Sequence》 | 多願與延靜的合唱曲 |

## 影視作品
僅列出個人作品，團體請參見宇宙少女影視作品列表。

### 音樂錄影帶(MV)
| 年份   | 歌手            | 歌曲               | 備註 |
| 2015年 | UNIQ            | 《Happy new year》 |      |
| 2017年 | Starship Planet | 《Christmas Day》  |      |
| 2018年 | Starship Planet | 《Christmas Time》 |      |

### 電影
| 年份   | 劇名     | 角色 | 性質   | 備注       |
| 待上映 | K School | 秀雅 | 女主角 | 音樂劇電影 |

### 綜藝節目
| 年份 | 日期     | 電視台    | 節目名稱                   | 備註                                  |
| 2018 | 8月16日  | JTBC4     | 《My Mad Beauty Diary》    | 與雪娥、秀斌共同出演                  |
| 2018 | 11月10日 |           | 《乘著BUS去路演》          |                                       |
| 2019 | 12月7日  | sky Drama | 《We Play》                | 與EXY、雪娥、苞娜、秀斌、多榮共同出演 |
| 2020 | 8月17日  | SEEZN     | 《SING AND STAY 2》        | 與EXY、雪娥、秀斌共同出演             |
| 2021 | 7月17日  | KBS2      | 《不朽的名曲：傳說在歌唱》 | 與延靜共同出演                        |

### 固定綜藝
| 日期                         | 電視台 | 節目名稱         | 集數   | 備註   |
| 2012年11月18日-2013月1日13日 | SBS    | 《K-pop Star 2》 | 1~9集  | 參賽者 |
| 2016年7月19日-9月20日        | JTBC   | 《Girl Spirit》  | 1~10集 | 參賽者 |

## 外部連結
- 多願的Instagram帳戶